# Mudi
A mudi az egyik legritkább, legkevésbé ismert magyar pásztorkutyafajta. A pásztorok német puli néven ismerték, ma már csak ritkán látható a nyájak, csordák mellett.  Latin neve: Canis lupus familiaris ovilis Fényesi, magyarul Fényes juhász kutyája. Első fajtaleírása, mely hivatalosnak tekinthető, 1936-ból származik, Anghi Csaba Geyza "A magyar pásztorkutyák és a külföldi rokonfajták" című könyvében jelent meg.

## Története
Már 1773-ban Buffon is leírt egy mudi jellegű pásztorkutyát, majd Pethe Ferenc 1815-ben a Természet Históriájában, Méhelÿ Lajos 1902-ben és Herman Ottó 1912-ben kiadott munkájában. Ennek ellenére a mudi szervezett tenyésztése utoljára indult meg a magyar fajták közül. Sokáig nem is különböztették meg a pumitól és a pulitól, a források sokszor így is említették. Hosszú ideig tartotta magát az a téves nézet is, hogy a mudi a pumi és a puli kereszteződéséből jött létre, pedig egyikre sem hasonlít. Míg „a puli az puli”, a pumi pedig terrier jellegű ősökkel dicsekedhet, addig a mudi spicc jellegű kutyákból alakult ki két- háromszáz évvel ezelőtt.
A fajta céltudatos tenyésztése Fényes Dezső balassagyarmati múzeumigazgató nevéhez fűződik, aki néprajzi gyűjtőútjai során vásárolt néhány ragyogó szőrű, felálló fülű, igen értelmes és tanulékony egyedet az akkor még nem ismert fajtából. Tenyészteni kezdte őket, majd 1936-ban a tenyészállatvásáron bemutatta az általa tenyésztett kutyákat és benyújtotta a fajta első standarját. A bizottság elfogadta a leírást és a „mudi” fajtanevet, amely valószínűleg Tóth Mihály bugaci számadó juhász Mudi nevű kutyájától származik (addig hajtókutyaként emlegették).
A második világháború végére szinte teljesen kipusztult a fajta, feltámasztása a semmiből kezdődött újra néhány B törzskönyves kutyával. 1963-ból származik az újabb standardja, amelyet Balássy Zoltán alkotott meg és az FCI is elfogadta. Az egyes számú törzskönyv „tulajdonosa” egy Rigó nevű szuka lett.
A fajta törzskönyve ma is nyitott, hiszen időről időre kerülnek elő eddig nem ismert típusos egyedek. Sokáig a fajta fenntartása volt a cél, hiszen a mudit érthetetlen közöny vette körül, s csak néhány fanatikus mudirajongónak köszönhető, hogy a fajta fennmaradt számos jó tulajdonságával egyetemben. Ma már a jövő biztosítottnak látszik. Ugyan Magyarországon még sokan ma sem tudják, milyen egy mudi, de a természetrajongó skandináv népek, elsősorban a finnek felfedezték a fajtában rejlő pozitív tulajdonságokat, a természetességét, betegségekkel szembeni ellenálló képességét és nem utolsósorban hihetetlen intelligenciáját.

## Jelleme és külleme

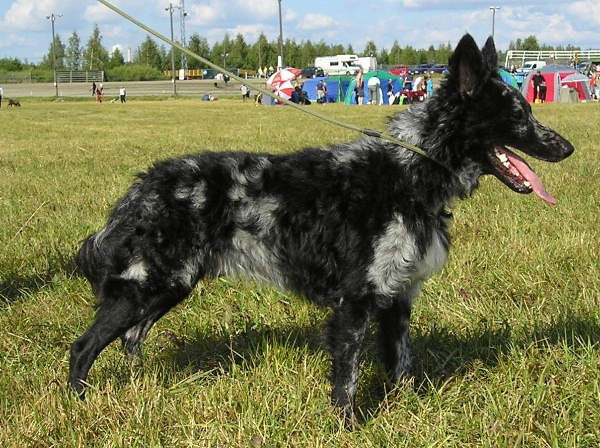
Cifra mudi kan

A mudi – főleg a különféle, régóta kitenyésztett fajtákkal összevetve – első pillantásra egyszerű keveréknek tűnhet. Szőre rövidebb mint a többi pásztorkutyáé, könnyen tanuló, intelligens állat. Tulajdonképpen bármely színben előfordulhat, de a standard nem ismer el minden színváltozatot. A leggyakoribb a fekete szín, van vörös, barna, fehér, fakó és hamvas (kékes árnyalatban játszó), de sokak szerint a legszebb, legkülönlegesebb színváltozat a cifra, a szürke alapon feketével spriccelt, amely Fényes Dezső szerint a mudi legeredetibb színváltozata. Érdekesség, hogy cifra-cifra párosítás nem ajánlott, a megszülető kölykök igen gyakran betegek, de ez így van más merle-gént hordozó fajtáknál is, mivel a merle gén letalitást hordozhat.
Mivel a mudit eredeti munkája juhászokhoz, pásztorokhoz kötötte, a külleme másodlagos kérdés volt. Szolgálatkész, munkabíró és nem túl igényes kutyára volt szükség, a mudi pedig tökéletesen megfelel ezeknek a követelményeknek. Ezenkívül hosszú életű, intelligens, tanulékony, akinek a gazdája az istene, és egyetlen szemvillantásból is ért. A terelőversenyeken ma is kiemelkedő eredményeket ér el. A „dog dancing” és „agility” sportrajongói is felfedezték mozgékonysága, értelmessége és könnyen képezhetősége okán. Kitartásuk, kitűnő szimatuk miatt a katasztrófakutyák között is feltűnt néhány példányuk. Tudunk epilepszia-jelző és vaddisznóvadászatra használt példányokról is, de a II. világháború környékén kotorékozásra is használtak mudit. Egyes források szerint a solymászatban is bevált. Az sem fog csalódni, aki városi kutyának szeretné: nagyfokú alkalmazkodó képessége, kis termete a lakásban tartást is lehetővé teszi. Ez utóbbi szerepében a szennyeződést szinte taszító, igen könnyen tisztán tartható szőrzete külön előnyt jelent!

## Méretei
- Marmagasság: 38–47 cm
- Testtömeg: 8–13 kg
- Várható élettartam: 13-16 év

## Tartása
Ma már nem csak pásztorkodó emberek mellett él, hanem bizonyított, mint házőrző: sokkal kevésbé csahos, mint a puli vagy a pumi, de mindenre van szeme. Ha naponta gondoskodunk arról, hogy mozogjon, lerohanja fölös energiáit, tulajdonképpen nagyon könnyű együtt élni vele a legkisebb lakásban is. Mivel rendkívül emberközpontú, a kennelben tartást nehezen tűri, fontos a gazdával való minden napos együttműködés. A mudi  legfőbb erénye a fejében és a szívében van! Mivel igazi munkakutya, a tétlenséget nehezen viseli el, ekkor képes bosszantó rossz szokásokat felvenni.

## A mudi és a horvát juhászkutya
A mudi legközelebbi rokonfajtája a horvát juhászkutya (hrvatski ovčar), mely fajtát sokkal régebbről eredeztetik a horvátok, mint mi a mudit.  Állítólag már az 1200-as évek elejéről vannak leírások horvát juhászkutyákról, ezt azonban nagyon óvatosan szabad csak kezelni. A 2 fajta különbsége a laikusok számára szinte észrevehetetlen, a fajták keveredése miatt sokszor a szakértők is nehezen tudják az adott kutyát hova sorolni.
A pulin a szerbek terelő pásztorkutyafajtája, mely a hrvatski ovčarhoz és a mudihoz is megtévesztésig hasonlít. Nem elismert fajta.

## Képek

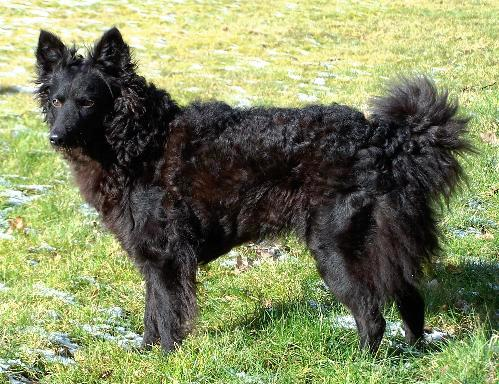
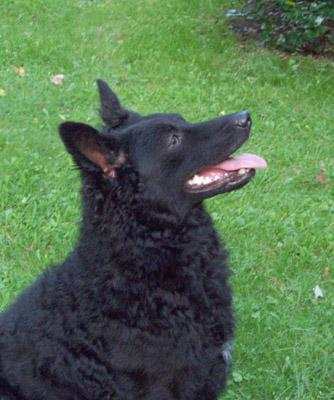